# Cmentarz żydowski w Chojnie
Cmentarz żydowski w Chojnie – został założony około 1850 i zajmuje powierzchnię 0,3 ha, na której zachowało się około dziesięciu nagrobków wykonanych z granitu, piaskowca i wapienia. Cmentarz jest ogrodzony kamiennym murem i znajduje się przy ul. Wojska Polskiego.
Inskrypcje są w języku niemieckim i hebrajskim. W latach 1958–1960 został uporządkowany przez władze samorządowe.